# Villebon 2
Villebon 2 est un centre commercial français situé sur la commune de Villebon-sur-Yvette dans le département de l'Essonne. Il se présente sous la forme d'un parc d'activité commerciale et est situé au carrefour des autoroutes A10 et A6 ainsi qu'à proximité immédiate des nationales 118 et 20.
En 2005, le centre commercial est repris par la société britannique Hammerson qui, en 2016, cède sa participation aux sociétés Frey, Crédit Agricole Assurances et ACM Vie SA, filiale du Groupe des Assurances du Crédit Mutuel, pour 159 millions d'euros. Frey gère le site pour le compte des trois propriétaires.
En pratique, l'appellation « Villebon 2 » est utilisée pour désigner le centre commercial ainsi que le complexe adjacent constitué d'un hypermarché Auchan et de sa galerie commerciale (renommée Aushopping Villebon 2 en 2016).

## Histoire
Avec l'augmentation de la population de la commune de Villebon-sur-Yvette et des villes alentour, une ZAC a été constituée aux lieux-dits la Prairie et le Regard, au milieu des années 1980 dans l'optique d'y bâtir un hypermarché. C'est l'Alsacienne de Supermarchés (SASM), rachetée en 1993 par Docks de France, qui répond à l'appel des collectivités; elle installe dès 1988 (ouverture le 28 août 1988) un Mammouth doté d'une petite galerie (une trentaine de petites enseignes). Deux ans plus tard, la société Montcient érige un petit ensemble commercial à deux pas de la grande surface. La zone reste ainsi jusqu'en 1998.
Avec le rachat de Docks de France, et le rebranding de l'hypermarché qui passe sous bannière Auchan en 1997, l'intérêt des promoteurs immobiliers pour la zone se réveille. De 1998 à 2002, la zone connaît une urbanisation sauvage : de multiples hangars sont construits sans aucune cohérence architecturale. Les installations accueillent majoritairement des enseignes discounts. À la suite de l'épuisement des réserves foncières, l'extension des surfaces commerciales marque un temps d'arrêt. Dès cette époque, l'ensemble des magasins obtiennent l'autorisation d'ouvrir le dimanche.
Le rachat en 2005 par Hammerson pour 150 millions d'Euros de toute la partie retail park relance le développement de la zone. Il s'agit maintenant de pallier les erreurs du passé, notamment l'opposition entre les deux blocs localisés de part et d'autre de l'avenue de la Plesse. La population locale est relativement aisée, alors le centre doit monter en gamme et se doter des enseignes nationales les plus prisées[Quoi ?]. La société britannique étudie la démolition de certaines zones dans le souci d'harmoniser l'architecture générale des bâtiments.
Pour la première fois, la réflexion sur les aménagements futurs se fait en concertation avec Ceetrus (propriétaire de la galerie marchande) et Auchan. Les trois partenaires réfléchissent à un positionnement régional du centre commercial. Il est envisagé d'acquérir les quelques terrains industriels qui jouxtent les commerces de façon à pouvoir étendre les parcs de stationnement. À terme, petites unités, MSUs et grandes surfaces se côtoieront.
Les premiers travaux démarrent au cours de l'année 2006 : Auchan porte sa surface commerciale de 8300 à 10 300 m2 tandis qu'Hammerson étend ses bâtiments jusqu'aux portes de la galerie marchande. En 2007, les arrivées de la Fnac et de C&A inaugurent la nouvelle dimension du centre.
En 2015, Ceetrus procède à la création d'un parking à niveaux à l'extrémité des anciens parkings d'Auchan. La rénovation et l'extension par l'Atelier de midi de la galerie commerciale (+ 5 800 m2 sur la partie avant des anciens parkings) est ouverte depuis novembre 2016.

## Dans les médias
Le centre commercial de Villebon 2 apparaît dans le film Podium de Yann Moix sorti en 2004 lorsque Benoît Poelvoorde décide de se produire sur le parking plutôt que dans le restaurant trop petit. Des scènes du film J'ai toujours rêvé d'être un gangster de Samuel Benchetrit sorti en 2008 ont aussi été tournées sur le parking et dans un fast-food.
Le centre est en couverture du no 3135 de Télérama du 10 février 2010 avec pour titre Halte à la France moche !.

## Impact environnemental
La construction du centre commercial Villebon 2 a entraîné la disparition de nombreuses terres de culture et l'enclavement de l'hippodrome de Villebon-sur-Yvette. En outre, l'éclairage fonctionnant toute la nuit entraîne une pollution lumineuse importante. De fait, le centre est surnommé le « Las Vegas villebonnais » par les habitants des communes voisines.